# Ruth Calderon
Ruth Calderon, s přechýlením Ruth Calderonová (hebrejsky רות קלדרון‎, Rut Kalderon, * 25. září 1961), je izraelská politička a poslankyně Knesetu za stranu Ješ atid.

## Biografie
Doktorát ze studia Talmudu získala na Hebrejské univerzitě. Působí jako odbornice na Talmud a Agadu. Je hlavní postavou prvního sekulárního Bejt midraš v Izraeli. Založila organizaci Elul, která provozuje v Izraeli víc než 100 sekulárních ješiv a studijních skupin.
Ve volbách v roce 2013 byla zvolena do Knesetu za stranu Ješ atid.